# آزمایش‌های موشکی ایران
ایران از زمان جنگ با عراق برای افزایش قابلیت‌های نظامی خود، موشک آزمایش و تولید کرده است. مجموعه‌ای از آزمایش‌های موشکی توسط ایران انجام شده است:
- در ۱۰ اکتبر ۲۰۱۵، ایران موشک دقیق موشک عماد را که برد اعلام شده ۱۷۰۰ کیلومتر و یک سیستم هدایت دقیق جدید دارد، آزمایش کرد.
- در ۲۱ نوامبر ۲۰۱۵، طبق گزارش‌ها، ایران آزمایش قدر ۱۱۰ را با بردی بین ۱۵۰۰ تا ۲۰۰۰ کیلومتر انجام داد.
- در ۸ و ۹ مارس ۲۰۱۶، ایران چندین موشک از جمله قیام ۱ را آزمایش کرد.
- در ۲۹ ژانویه ۲۰۱۷، ایران موشک بالستیک میان‌برد موشک خرمشهر را که قبل از انفجار ۶۰۰ مایل پرواز کرد، در یک آزمایش ناموفق از یک وسیله نقلیه بازگشتی آزمایش کرد.
- در ۲۳ سپتامبر در سال ۲۰۱۷، ایران پس از نمایش موشک بالستیک خود در یک رژه نظامی در تهران، یک موشک بالستیک دیگر را آزمایش کرد.
- در ژانویه ۲۰۱۸، شش موشک قیام به سمت یکی از مواضع داعش در استان دیرالزور سوریه شلیک شد.
- بین فوریه و اوت ۲۰۱۸، ایران هفت پرتاب آزمایشی انجام داد: یک موشک خرمشهر، دو موشک شهاب ۳، یک موشک قیام و سه موشک بالستیک  موشک ذوالفقار. به گفته رئیس شورای امنیت سازمان ملل، این آزمایش "نقض قطعنامه ۲۲۳۱" بود زیرا این موشک‌ها همگی سیستم‌های دسته اول تحت کنترل فناوری موشکی بودند و قادر به حمل کلاهک هسته‌ای نبودند.
- در اوت ۲۰۱۸، وزارت دفاع و پشتیبانی نیروهای مسلح از دو موشک جدید رونمایی کرد: فکور و "فاتح مبین" (فاتح درخشان)، جدیدترین موشک از سری موشک‌های بالستیک تاکتیکی کوتاه‌برد فاتح. با برد حدود ۱۳۰۰ کیلومتر (۸۱۰ مایل).
- در ۱ دسامبر ۲۰۱۸، موشک بالستیک میان‌برد خرمشهر در تأسیسات آن در نزدیکی شاهرود، در شمال شرقی ایران آزمایش شد.
- در ۲ فوریه ۲۰۱۹، تهران آزمایش موفقیت‌آمیز موشک کروز هویزه با برد بیش از ۱۳۵۰ کیلومتر (۸۳۸ مایل) را در جریان جشن‌های چهلمین سالگرد انقلاب ۱۳۵۷ اعلام کرد.
- در ۷ فوریه ۲۰۱۹، موشک بالستیک دزفول با برد ۱۰۰۰ کیلومتر (۶۰۰ مایل) رونمایی شد. پرس تی‌وی ایران به نقل از امیرعلی حاجی‌زاده اعلام کرد که سپاه پاسداران «به آزمایش‌های موشکی ادامه خواهد داد... و قصد دارد هر سال بیش از ۵۰ آزمایش موشکی انجام دهد.»
- در ۷ ژانویه ۲۰۲۰، ایران بیش از دوازده موشک بالستیک را به سمت پایگاه هوایی عین الاسد در عراق که محل استقرار نیروهای نظامی ایالات متحده آمریکا است، شلیک کرد.

## پیشینه
برنامه موشکی ایران در جریان جنگ موسوم به جنگ شهرها آغاز شد که در طی آن عراق عمداً به اهداف غیرنظامی در ایران حمله کرد.

## واکنش‌ها
پس از شلیک آزمایشی موشک در مارس ۲۰۱۶، ایالات متحده از شورای امنیت سازمان ملل متحد خواست تا در مورد این آزمایش‌ها بحث کند. سفیر ایالات متحده در سازمان ملل سامانتا پاور گفت که این آزمایش‌ها تحریک‌آمیز و بی‌ثبات‌کننده بوده‌اند. روی حداقل یکی از موشک‌ها به زبان عبری نوشته شده بود: «ישראל צריכה להמחק מעל פני האדמה» («اسرائیل باید از روی زمین محو شود»). منابع در مورد اینکه آیا این آزمایش‌ها قطعنامه‌های شورای امنیت را نقض می‌کنند یا خیر، اختلاف نظر دارند.
در ۲۹ مارس ۲۰۱۶، ایالات متحده، بریتانیا، فرانسه و آلمان نامه‌ای مشترک به دبیرکل سازمان ملل بان کی‌مون نوشتند و ایران را به «سرپیچی» از قطعنامه ۲۲۳۱ شورای امنیت که توافق ژوئیه ۲۰۱۵ را تأیید می‌کرد، متهم کردند. در این نامه آمده است که این موشک‌ها «ذاتاً قادر به حمل سلاح‌های هسته‌ای هستند». با این حال، از غیرقانونی بودن این آزمایش‌ها خودداری شده است. قطعنامه ۲۲۳۱ از ایران می‌خواهد که از فعالیت‌های مرتبط با موشک‌های دارای قابلیت حمل سلاح هسته‌ای خودداری کند، اما به گفته دیپلمات‌ها، این متن از نظر قانونی الزام‌آور نیست و نمی‌توان آن را با اقدامات تنبیهی اجرا کرد.
پس از آزمایش موشکی ایران در ۲۹ ژانویه ۲۰۱۷، در ۳ فوریه، دولت ترامپ تحریم‌هایی را علیه ۲۵ شخص و نهاد ایرانی اعمال کرد که به گفته آنها تنها «گام‌های اولیه» بودند و مشاور امنیت ملی ترامپ مایکل فلین افزود که «روزهای چشم‌پوشی از اقدامات خصمانه و ستیزه‌جویانه ایران نسبت به ایالات متحده و جامعه جهانی به پایان رسیده است.»